# Saint-Médard-d'Aunis
Pour les articles homonymes, voir Saint-Médard.
Saint-Médard-d'Aunis est une commune du Sud-Ouest de la France située dans le département de la Charente-Maritime, en région Nouvelle-Aquitaine.
Ses habitants sont appelés les Saint-Medardains et les Saint-Medardaines.

## Géographie

### Hameaux et lieux-dits
Outre le bourg, la commune comprend plusieurs lieux-dits, hameaux ou villages, tels le Treuil Arnaudeau, les Touches, la Martinière, le Moulin Neuf, la Navisselière, L'Aubertière, Dampsay, une partie du village de Cugné (dite la Couronne), partagé avec la commune de Saint-Christophe, ou une partie de l'écart du Pontreau, partagé avec la commune de Sainte-Soulle et aggloméré au village de Fontpatour (commune de Vérines).

### Communes limitrophes
| Sainte-Soulle | Vérines              | Anais (par un quadripoint) |
| Montroy       | Saint-Médard-d'Aunis |                            |
| La Jarrie     | Saint-Christophe     |                            |

## Urbanisme

### Typologie
Au 1er janvier 2024, Saint-Médard-d'Aunis est catégorisée commune rurale à habitat dispersé, selon la nouvelle grille communale de densité à 7 niveaux définie par l'Insee en 2022.
Elle est située hors unité urbaine. Par ailleurs la commune fait partie de l'aire d'attraction de La Rochelle, dont elle est une commune de la couronne,. Cette aire, qui regroupe 72 communes, est catégorisée dans les aires de 200 000 à moins de 700 000 habitants,.

### Occupation des sols
L'occupation des sols de la commune, telle qu'elle ressort de la base de données européenne d’occupation biophysique des sols Corine Land Cover (CLC), est marquée par l'importance des territoires agricoles (93,6 % en 2018), en diminution par rapport à 1990 (99,2 %). La répartition détaillée en 2018 est la suivante :
terres arables (82,3 %), zones urbanisées (6,4 %), zones agricoles hétérogènes (6,1 %), prairies (5,3 %). L'évolution de l’occupation des sols de la commune et de ses infrastructures peut être observée sur les différentes représentations cartographiques du territoire : la carte de Cassini (XVIIIe siècle), la carte d'état-major (1820-1866) et les cartes ou photos aériennes de l'IGN pour la période actuelle (1950 à aujourd'hui).

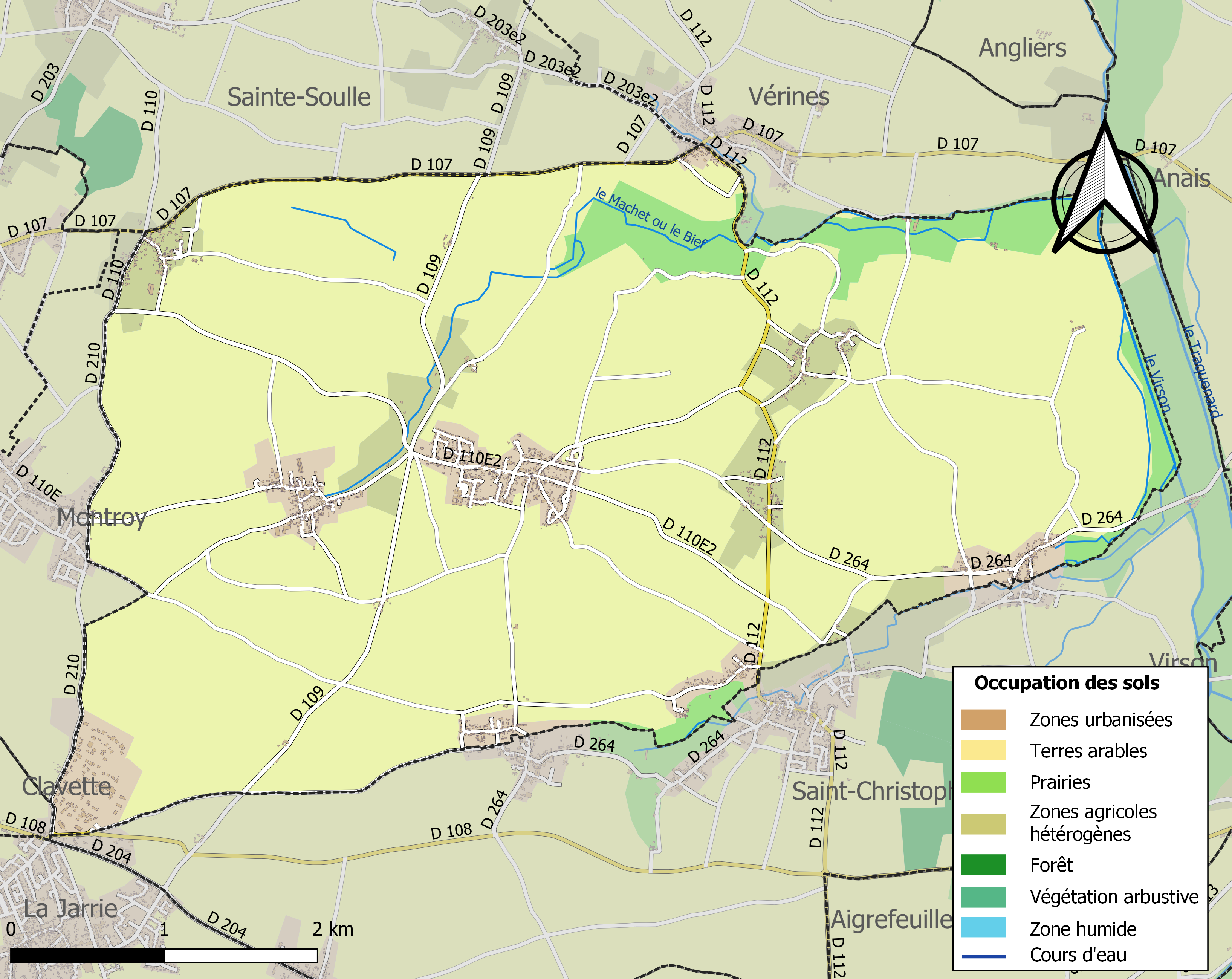
Carte des infrastructures et de l'occupation des sols de la commune en 2018 (CLC).

### Risques majeurs
Le territoire de la commune de Saint-Médard-d'Aunis est vulnérable à différents aléas naturels : météorologiques (tempête, orage, neige, grand froid, canicule ou sécheresse), inondations, mouvements de terrains et séisme (sismicité modérée). Il est également exposé à un risque technologique,  le transport de matières dangereuses. Un site publié par le BRGM permet d'évaluer simplement et rapidement les risques d'un bien localisé soit par son adresse soit par le numéro de sa parcelle.

#### Risques naturels
Certaines parties du territoire communal sont susceptibles d’être affectées par le risque d’inondation par débordement de cours d'eau. La commune a été reconnue en état de catastrophe naturelle au titre des dommages causés par les inondations et coulées de boue survenues en 1982, 1993, 1999 et 2010,.
La commune est vulnérable au risque de mouvements de terrainsdes tassements différentiels.
Par ailleurs, afin de mieux appréhender le risque d’affaissement de terrain, l'inventaire national des cavités souterraines permet de localiser celles situées sur la commune.
Concernant les mouvements de terrains, la commune a été reconnue en état de catastrophe naturelle au titre des dommages causés par la sécheresse en 2003 et par des mouvements de terrain en 1999 et 2010.

#### Risques technologiques
Le risque de transport de matières dangereuses sur la commune est lié à sa traversée par une ou des infrastructures routières ou ferroviaires importantes ou la présence d'une canalisation de transport d'hydrocarbures. Un accident se produisant sur de telles infrastructures est susceptible d’avoir des effets graves sur les biens, les personnes ou l'environnement, selon la nature du matériau transporté. Des dispositions d’urbanisme peuvent être préconisées en conséquence.

## Toponymie
Le nom de la commune fait référence à saint-Médard, évêque de Noyon qui a béni le mariage de Radegonde avec Clotaire 1er, roi des Francs au VIe siècle. L'Aunis était une province sous l'Ancien Régime.

## Histoire
Le site de Saint-Médard semble avoir été occupé dès l'époque gallo-romaine comme peut l'attester la découverte dans divers lieux de la commune, de fondations de murs antiques, de sarcophages et une monnaie datant de l'Empereur Constantin.
Au XIIIe siècle, un prieuré dépendant de l’abbaye de Cluny dessert la paroisse. À une époque indéterminés, les seigneurs de Saint-Christophe font l'acquisition des droits seigneuriaux sur le village de Saint-Médard. Au XVIIe siècle, la seigneurie devient la possession de Henri de Clermont, seigneur de Montroy. Elle demeure attachée à la seigneurie de Montroy jusqu’à la Révolution.
Après la crise du phylloxéra, la commune, jusqu’alors essentiellement viticole, se tourne vers l’élevage et la culture.
Saint-Médard devient Saint-Médard-d’Aunis en 1920 et réduit ainsi la confusion avec la commune homonyme, St-Médard, du même département.

## Administration

### Liste des maires
| Période                                  | Période                   | Identité       | Étiquette | Qualité                           |
| ---------------------------------------- | ------------------------- | -------------- | --------- | --------------------------------- |
| mars 1983                                | juin 1995                 | Maurice Thomas |           |                                   |
| juin 1995                                | mars 2008                 | Jean-Luc Denis | DVG       |                                   |
| mars 2008                                | En cours (au 7 juin 2020) | Roger Gervais  | DVD       | Agriculteur Réélu en 2014 et 2020 |
| Les données manquantes sont à compléter. |                           |                |           |                                   |

## Démographie

### Évolution démographique
L'évolution du nombre d'habitants est connue à travers les recensements de la population effectués dans la commune depuis 1793. Pour les communes de moins de 10 000 habitants, une enquête de recensement portant sur toute la population est réalisée tous les cinq ans, les populations de référence des années intermédiaires étant quant à elles estimées par interpolation ou extrapolation. Pour la commune, le premier recensement exhaustif entrant dans le cadre du nouveau dispositif a été réalisé en 2004.

En 2022, la commune comptait 2 367 habitants, en évolution de +6,05 % par rapport à 2016 (Charente-Maritime : +4,04 %, France hors Mayotte : +2,11 %).
| 1793  | 1800  | 1806  | 1821  | 1831  | 1836  | 1841  | 1846  | 1851  |
| ----- | ----- | ----- | ----- | ----- | ----- | ----- | ----- | ----- |
| 1 080 | 1 311 | 1 043 | 1 411 | 1 531 | 1 496 | 1 457 | 1 459 | 1 452 |

| 1856  | 1861  | 1866  | 1872  | 1876  | 1881  | 1886  | 1891  | 1896  |
| ----- | ----- | ----- | ----- | ----- | ----- | ----- | ----- | ----- |
| 1 498 | 1 622 | 1 504 | 1 432 | 1 366 | 1 253 | 1 155 | 1 071 | 1 082 |

| 1901  | 1906 | 1911 | 1921 | 1926 | 1931 | 1936 | 1946 | 1954 |
| ----- | ---- | ---- | ---- | ---- | ---- | ---- | ---- | ---- |
| 1 061 | 972  | 953  | 813  | 784  | 756  | 731  | 666  | 711  |

| 1962 | 1968 | 1975 | 1982  | 1990  | 1999  | 2004  | 2006  | 2009  |
| ---- | ---- | ---- | ----- | ----- | ----- | ----- | ----- | ----- |
| 713  | 713  | 764  | 1 002 | 1 073 | 1 253 | 1 377 | 1 449 | 1 776 |

| 2014  | 2019  | 2022  | - | - | - | - | - | - |
| ----- | ----- | ----- | - | - | - | - | - | - |
| 2 111 | 2 302 | 2 367 | - | - | - | - | - | - |

## Culture locale et patrimoine

### Lieux et monuments
- La mairie est installée dans l'ancienne cure accolée à l'église. Elle comprend le bâtiment du presbytère, une buanderie, un puits à deux accès de niveaux différents et le jardin de prières clos de murs.
- L'église datant du XIXe siècle qui s’ouvre par un portail classique à deux pilastres ioniques surmontés d’un fronton cintré. Sa cloche nommée Marie-Madeleine fut fondue et baptisée en 1895.
- Le monument de la Vierge. Réalisé en fer et parpaing de mâchefer, ce monument a été édifié par les habitants en remerciement à la Vierge car la commune fut épargnée par les bombardements lors de la Seconde Guerre mondiale.
- Le moulin Cabané dit aussi le « moulin brulé », surnom dû à un incendie, date du XVIIe siècle. Décapité par les Allemands pendant la Seconde Guerre mondiale, il est le seul qui reste des quatre moulins qui existaient autrefois à Saint-Médard-d'Aunis. Le moulin des Tourettes, le moulin Neuf et le moulin Rassouillis à vent et à eau ont été détruits. La municipalité a fait l'acquistion du moulin Cabané pour en assurer la sauvegarde[14].
- Une maison de maître datant du milieu du XVIIIe siècle située rue du Mazureau à l'entrée de l'Aubertière[14].
- Une Magnifique petite épicerie situé au Verger

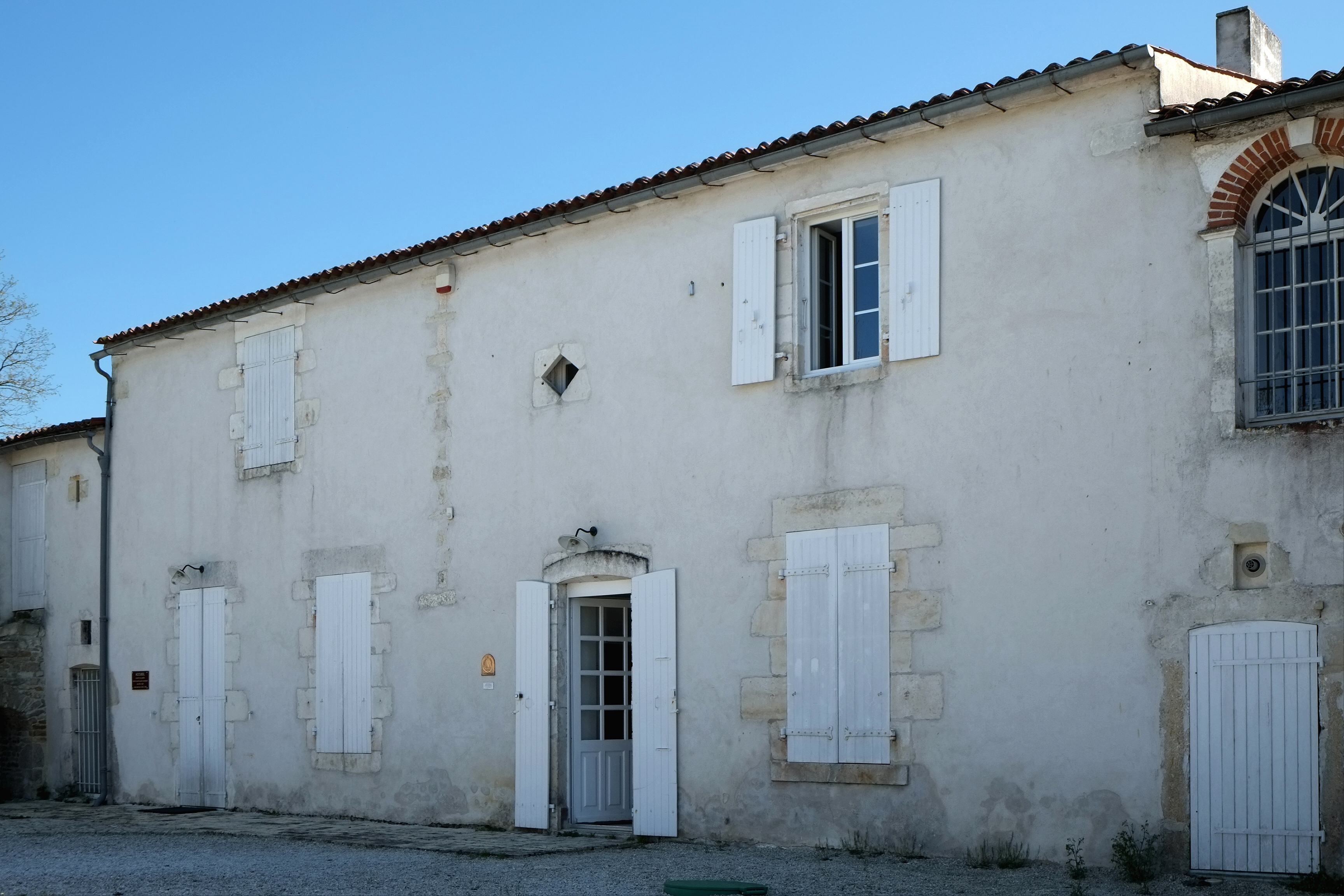
Mairie dans le bâtiment de l'ancienne cure accolée à l'église.
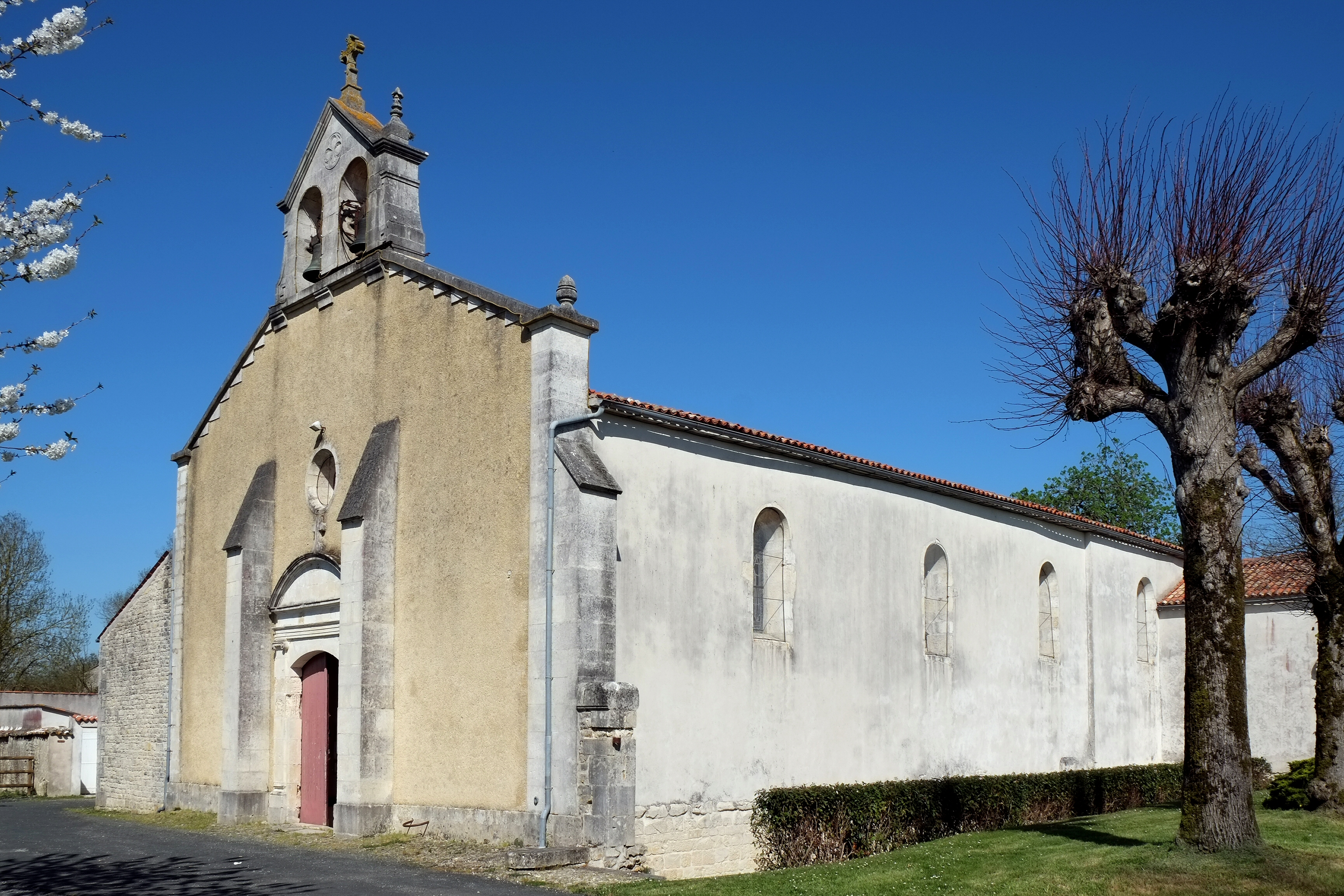
Église.
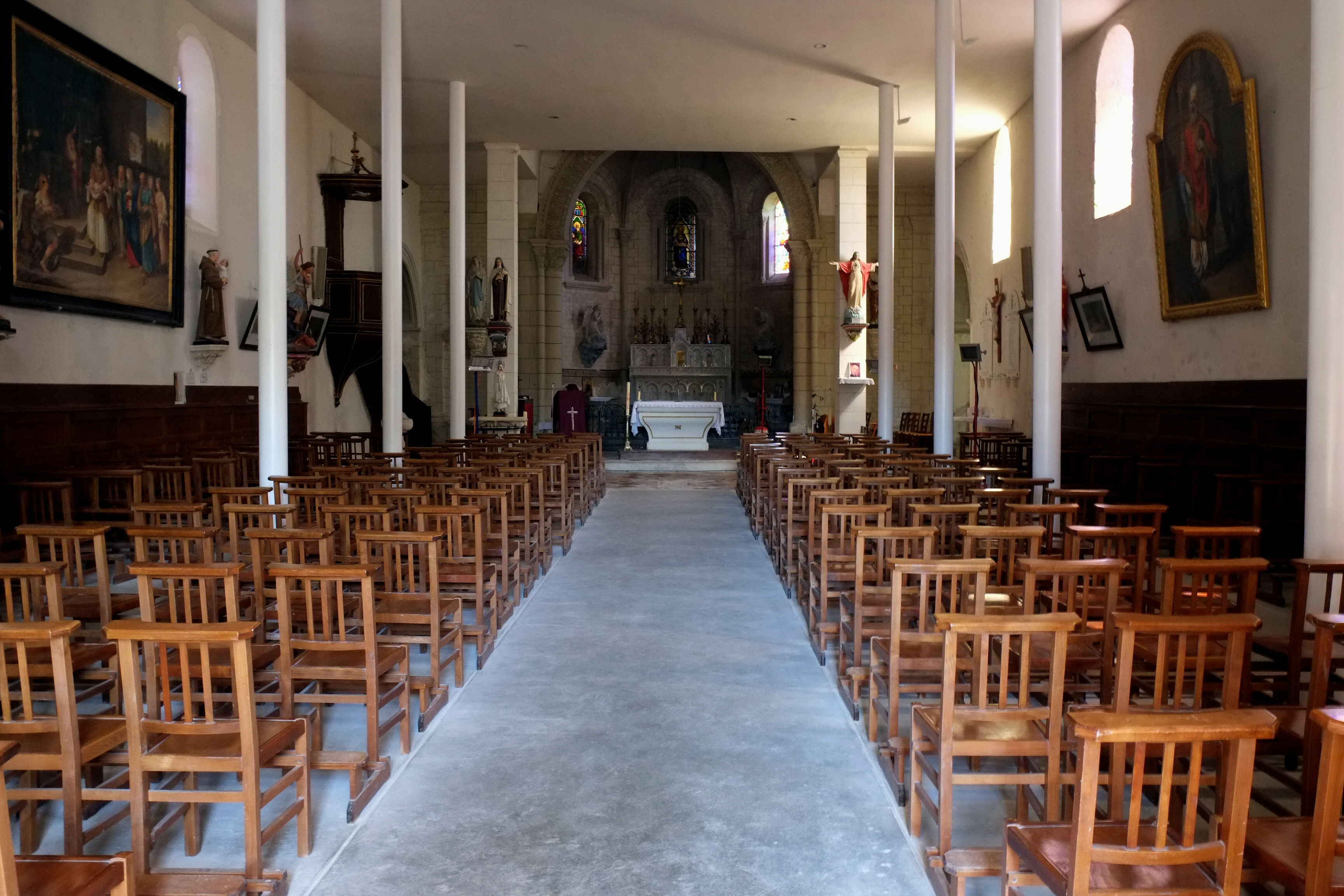
Nef de l'église.
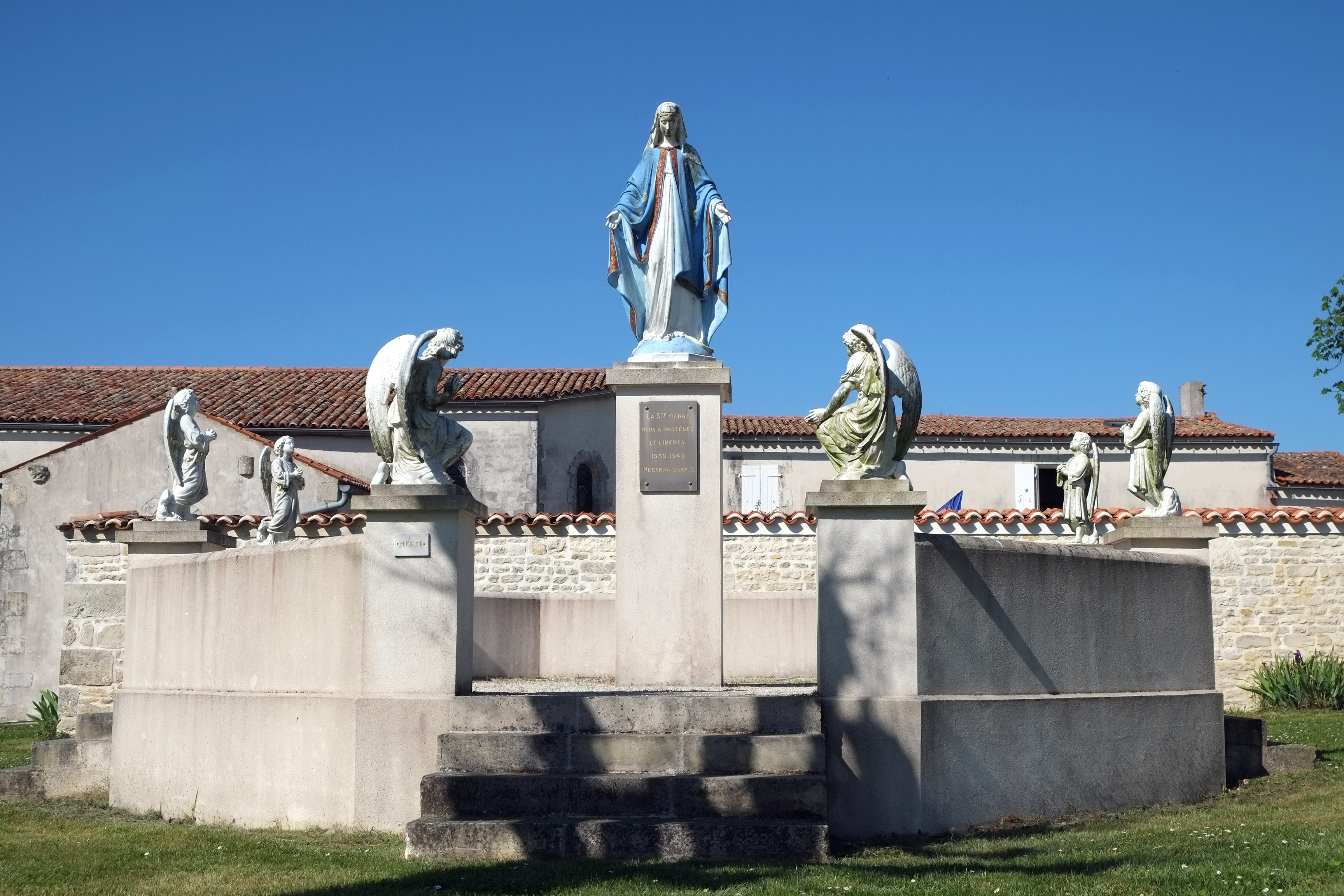
Monument de la Vierge.